# (8174) 1991 SL2
A (8174) 1991 SL2 a Naprendszer kisbolygóövében található aszteroida. Henry E. Holt fedezte fel 1991. szeptember 17-én.